# Карели
Карели (кар. karjalaižet, рус. карелы), или Карелци (рус. карельцы), су угро-фински народ, сродан Финцима, који претежно живи у Русији, односно у Републици Карелији, у којој чини 7,4% становништва, и у којој представља други народ по бројности, после Руса (82%). Мањи део Карела живи у Финској, у провинцијама Северна Карелија и Јужна Карелија. Карели су већином православне вероисповести, мањим делом лутерани, а говоре карелским језиком, који спада у угрофинску групу уралске породице језика.
Укупно их има око 88.000.